# Antoine de La Salle (philosophe)
Pour les articles homonymes, voir Antoine de La Salle et La Salle.
Antoine de La Salle est un philosophe né à Paris en 1754 et mort à l’Hôtel-Dieu de Paris en 1829.
Il était fils naturel du comte de Montmorency-Pologne. Orphelin dès son enfance, il fut envoyé par son tuteur à Saint-Malo pour y étudier l’hydrographie, entra peu après dans la marine, fit des voyages à Terre-Neuve (1771), à Saint-Domingue (1772), aux Indes et en Chine (1776-1778), et donna a son retour sa démission d’officier.
À cette époque, La Salle étudia les langues orientales, particulièrement l’arabe, puis visita à pied la France, la Suisse et l’Italie. De retour à Paris, en 1780, il composa plusieurs ouvrages philosophiques qui lui ont valu le titre de chef de l’école physico-morale, s’adonna en même temps aux sciences et inventa une machine fort ingénieuse, qu’il appela pantographe.
Pendant la Révolution, il émigra, se rendit à Rome, où il publia quelques opuscules, puis il revint dans son pays. La Salle passa les dernières années de sa vie dans une profonde misère, dont ne put l’arracher une faible pension de 600 francs que Louis XVIII lui donna en 1821.

## Œuvres
Parmi ses écrits, nous citerons : le Désordre régulier ou Avis au public sur les prestiges de ses précepteurs (Paris, 1786), ouvrage original par les idées comme par le style ; La Balance naturelle, ou Essai sur une loi universelle appliquée aux sciences, arts et métiers et aux moindres détails de la vie commune (1788, 2 vol. in-8°), traité qui a servi plus tard à Azaïs pour établir son système des Compensations. On lui doit aussi la Mécanique morale ou Essai sur l’art de perfectionner ses propres organes (1789, 2 vol. in-8°) ; une traduction de Bacon (Dijon, 1800, 15 vol. in-8°), dans laquelle il a supprimé quelques passages où ce philosophe fait sa profession de foi chrétienne.

## Source
« Antoine de La Salle (philosophe) », dans Pierre Larousse, Grand dictionnaire universel du XIXe siècle, Paris, Administration du grand dictionnaire universel, 15 vol., 1863-1890 [détail des éditions].